# Conan II van Bretagne
Conan II van Bretagne (circa 1033 – Château-Gontier, 11 december 1066) was van 1040 tot aan zijn dood hertog van Bretagne. Hij behoorde tot het huis Rennes.

## Levensloop
Conan II was de zoon en erfgenaam van hertog Alan III van Bretagne uit diens huwelijk met Bertha van Blois, dochter van graaf Odo II van Blois.
Na de dood van zijn vader in 1040 werd de nog minderjarige Conan hertog van Bretagne. Hij stond voor heel wat uitdagingen om zijn heerschappij over het hertogdom te verzekeren: de pogingen van zijn grootvader Godfried I van Bretagne om een alliantie met Normandië te sluiten waren uitgedraaid op schermutselingen aan de grens en hij werd geconfronteerd met een opstand van de Bretonse edelen, vooral Rivalon I van Dol. Toen Conan volwassen was verklaard, weigerde zijn oom Odo I van Penthièvre, die in zijn naam optrad als regent, om de macht op te geven. In 1057 kon hij zijn oom gevangen nemen, waarna Conan zijn functie van hertog van Bretagne formeel kon opnemen. 
Ook daarna werd Conan II geconfronteerd met verschillende bedreigingen, zoals een opstand van zijn edelen die ondersteund werd door Willem de Veroveraar, de hertog van Normandië. Bretagne, een onafhankelijk Keltisch hertogdom, was een van de grootste rivalen van buurstaat Normandië. Nadat Willem de revolte van Rivalon I van Dol ondersteunde, brak er oorlog uit tussen Normandië en Bretagne, die van 1064 tot 1065 duurde. In 1065, kort voor de Normandische verovering van Engeland, stuurde Willem een bericht aan de omliggende provincies, waaronder Bretagne, om hen te waarschuwen voor een aanval op hun landerijen.
Conan antwoordde dat hij van de brief gebruik zou maken om Willems hertogdom binnen te vallen. Het kwam tot de Slag bij Dinan, waarbij de Bretonse troepen werden verslagen. Een jaar later, in 1066, startte Conan II een militaire campagne tegen het graafschap Anjou, een andere rivaal van Bretagne. Hij nam de grenssteden Pouancé en Segré in, maar werd in december 1066 tijdens een verblijf in Château-Gontier dood teruggevonden. Mogelijk waren zijn handschoenen vergiftigd en kwam het gif in zijn lichaam terecht nadat hij zijn mond had afgeveegd met zijn handschoenen. Willem de Veroveraar werd door velen verantwoordelijk geacht voor de dood van Conan. De Normandische hertog had hem gevraagd om deel te nemen aan de verovering van Engeland, maar Conan weigerde, bewerend dat de Normandiërs zijn vader hadden vergiftigd.
Hij was ongehuwd gebleven en voor zover bekend had hij geen kinderen. Zijn zus Havise volgde hem op als hertogin van Bretagne, in gezamenlijke regering met haar echtgenoot Hoël II van Cornouaille.